# Triptyque des Monts et Châteaux 2016
La 21e édition du Triptyque des Monts et Châteaux a eu lieu du 1er au 3 avril 2016. La course fait partie du calendrier UCI Europe Tour 2016 en catégorie 2.2.
L'épreuve a été remportée par le Danois Mads Würtz Schmidt (Trefor), vainqueur des deuxième et troisième b étapes, qui s'impose onze secondes devant le Britannique Jonathan Dibben (Wiggins), lauréat de la troisième a étape, et 18 secondes devant l'Allemand Maximilian Schachmann (Klein Constantia).
Mads Würtz Schmidt s'adjuge également le classement par points tandis que le Belge Brecht Dhaene (Verandas Willems) gagne celui de la montagne. Le Néerlandais Michael Vingerling (3M) s'impose dans le classement des rushs, l'Américain Adrien Costa (Équipe nationale des États-Unis espoirs) termine meilleur jeune et la formation belge Verandas Willems remporte le classement par équipes.

## Présentation

### Équipes
Classé en catégorie 2.2 de l'UCI Europe Tour, le Triptyque des Monts et Châteaux est par conséquent ouvert aux équipes continentales professionnelles belges, aux équipes continentales professionnelles étrangères dans la limite de deux, aux équipes continentales, aux équipes nationales et aux équipes régionales et de clubs
L'organisateur a communiqué le 3 mars 2016 la liste des équipes participantes. Vingt-trois équipes participent à ce Triptyque des Monts et Châteaux - dix équipes continentales, trois équipes nationales et dix équipes régionales et de clubs :
| Équipes continentales          | Équipes continentales | Équipes continentales |
| Nom de l'équipe                | Pays                  | Code                  |
| ------------------------------ | --------------------- | --------------------- |
| 3M                             | Belgique              | MMM                   |
| Color Code-Arden'Beef          | Belgique              | CCA                   |
| Klein Constantia               | Tchéquie              | KLC                   |
| Leopard                        | Luxembourg            | LPC                   |
| Rabobank Development           | Pays-Bas              | RDT                   |
| SEG Racing Academy             | Pays-Bas              | SEG                   |
| T.Palm-Pôle Continental Wallon | Belgique              | PCW                   |
| Trefor                         | Danemark              | TTF                   |
| Verandas Willems               | Belgique              | VWT                   |
| Wiggins                        | Royaume-Uni           | WGN                   |

| Équipes nationales                      | Équipes nationales | Équipes nationales |
| Nom de l'équipe                         | Pays               | Code               |
| --------------------------------------- | ------------------ | ------------------ |
| Équipe nationale d'Australie espoirs    | Australie          | AUS                |
| Équipe nationale d'Estonie espoirs      | Estonie            | EST                |
| Équipe nationale des États-Unis espoirs | États-Unis         | USA                |

| Équipes régionales et de clubs      | Équipes régionales et de clubs | Équipes régionales et de clubs |
| Nom de l'équipe                     | Pays                           | Code                           |
| ----------------------------------- | ------------------------------ | ------------------------------ |
| BMC Development                     | États-Unis                     | -                              |
| EFC-Etixx                           | Belgique                       | -                              |
| Équipe régionale de Wallonie        | Belgique                       | -                              |
| Home Solution-Anmapa-Soenens        | Belgique                       | -                              |
| Lotto-Soudal U23                    | Belgique                       | -                              |
| Meubelen Gaverzicht-Glascentra      | Belgique                       | -                              |
| Profel United                       | Belgique                       | -                              |
| Tops Antiek-Atom 6                  | Belgique                       | -                              |
| Verandas Willems-Crabbé-CC Chevigny | Belgique                       | -                              |
| VL Technics-Experza-Abutriek        | Belgique                       | -                              |

Le 29 mars, il est annoncé que l'équipe française Vendée U ne sera pas présente car quatre coureurs sont indisponibles à cause de blessures, et qu'elle participe à la Boucle de l'Artois. Elle est remplacée par l'Équipe nationale d'Estonie espoirs.

### Primes
Les prix sont attribués suivant le barème de l'UCI,.
| Position           | 1er     | 2e      | 3e    | 4e    | 5e    | 6e    | 7e    | 8e    | 9e    | 10e à 20e |
| Classement général | 2 105 € | 1 055 € | 525 € | 265 € | 210 € | 158 € | 158 € | 107 € | 107 € | 50 €      |
| Par étape          | 1 205 € | 600 €   | 300 € | 150 € | 120 € | 90 €  | 90 €  | 60 €  | 60 €  | 30 €      |
| Par demi-étape     | 900 €   | 455 €   | 225 € | 115 € | 90 €  | 68 €  | 68 €  | 47 €  | 47 €  | 20 €      |

## Étapes
| Étape      | Date   | Villes étapes                            | type                        | Distance (km) | Vainqueur d'étape  | Leader du classement général |
| ---------- | ------ | ---------------------------------------- | --------------------------- | ------------- | ------------------ | ---------------------------- |
| 1re étape  | 1 avr. | Antoing – Hérinnes                       | étape de plaine             | 165           | Bram Welten        | Bram Welten                  |
| 2e étape   | 2 avr. | Frasnes-lez-Buissenal – mont de l'Enclus | étape vallonnée             | 153,8         | Mads Würtz Schmidt | Mads Würtz Schmidt           |
| 3e a étape | 3 avr. | Chièvres – Chièvres                      | contre-la-montre individuel | 10,3          | Jonathan Dibben    | Mads Würtz Schmidt           |
| 3e b étape | 3 avr. | Tournai – Chièvres                       | étape de plaine             | 91,6          | Mads Würtz Schmidt | Mads Würtz Schmidt           |

## Déroulement de la course

### 1reétape
| Classement de l'étape | Classement de l'étape | Classement de l'étape | Classement de l'étape | Classement de l'étape |
|                       | Coureur               | Pays                  | Équipe                | Temps                 |
| --------------------- | --------------------- | --------------------- | --------------------- | --------------------- |
| 1er                   | Bram Welten           | Pays-Bas              | BMC Development       | en 3 h 47 min 50 s    |
| 2e                    | František Sisr        | Tchéquie              | Klein Constantia      | m.t                   |
| 3e                    | Tim Ariesen           | Pays-Bas              | SEG Racing Academy    | m.t                   |
| 4e                    | Christophe Noppe      | Belgique              | EFC-Etixx             | m.t                   |
| 5e                    | Edward Planckaert     | Belgique              | Lotto-Soudal U23      | m.t                   |
| 6e                    | Aksel Nõmmela         | Estonie               | Leopard               | m.t                   |
| 7e                    | Tim De Troyer         | Belgique              | Verandas Willems      | m.t                   |
| 8e                    | Jordi Warlop          | Belgique              | EFC-Etixx             | m.t                   |
| 9e                    | Davy Gunst            | Pays-Bas              | Rabobank Development  | m.t                   |
| 10e                   | Mads Würtz Schmidt    | Danemark              | Trefor                | m.t                   |
| modifier              |                       |                       |                       |                       |

| Classement général | Classement général | Classement général | Classement général | Classement général |
|                    | Coureur            | Pays               | Équipe             | Temps              |
| ------------------ | ------------------ | ------------------ | ------------------ | ------------------ |
| 1er                | Bram Welten        | Pays-Bas           | BMC Development    | en 3 h 47 min 40 s |
| 2e                 | František Sisr     | Tchéquie           | Klein Constantia   | + 4 s              |
| 3e                 | Dries De Bondt     | Belgique           | Verandas Willems   | + 5 s              |
| 4e                 | Tim Ariesen        | Pays-Bas           | SEG Racing Academy | + 6 s              |
| 5e                 | Hamish Schreurs    | Nouvelle-Zélande   | Klein Constantia   | + 7 s              |
| 6e                 | Michael Vingerling | Pays-Bas           | 3M                 | + 7 s              |
| 7e                 | Jonathan Dibben    | Royaume-Uni        | Wiggins            | + 7 s              |
| 8e                 | Mads Würtz Schmidt | Danemark           | Trefor             | + 9 s              |
| 9e                 | Yoeri Havik        | Pays-Bas           | 3M                 | + 9 s              |
| 10e                | Christophe Noppe   | Belgique           | EFC-Etixx          | + 10 s             |
| modifier           |                    |                    |                    |                    |

Podium protocolaire
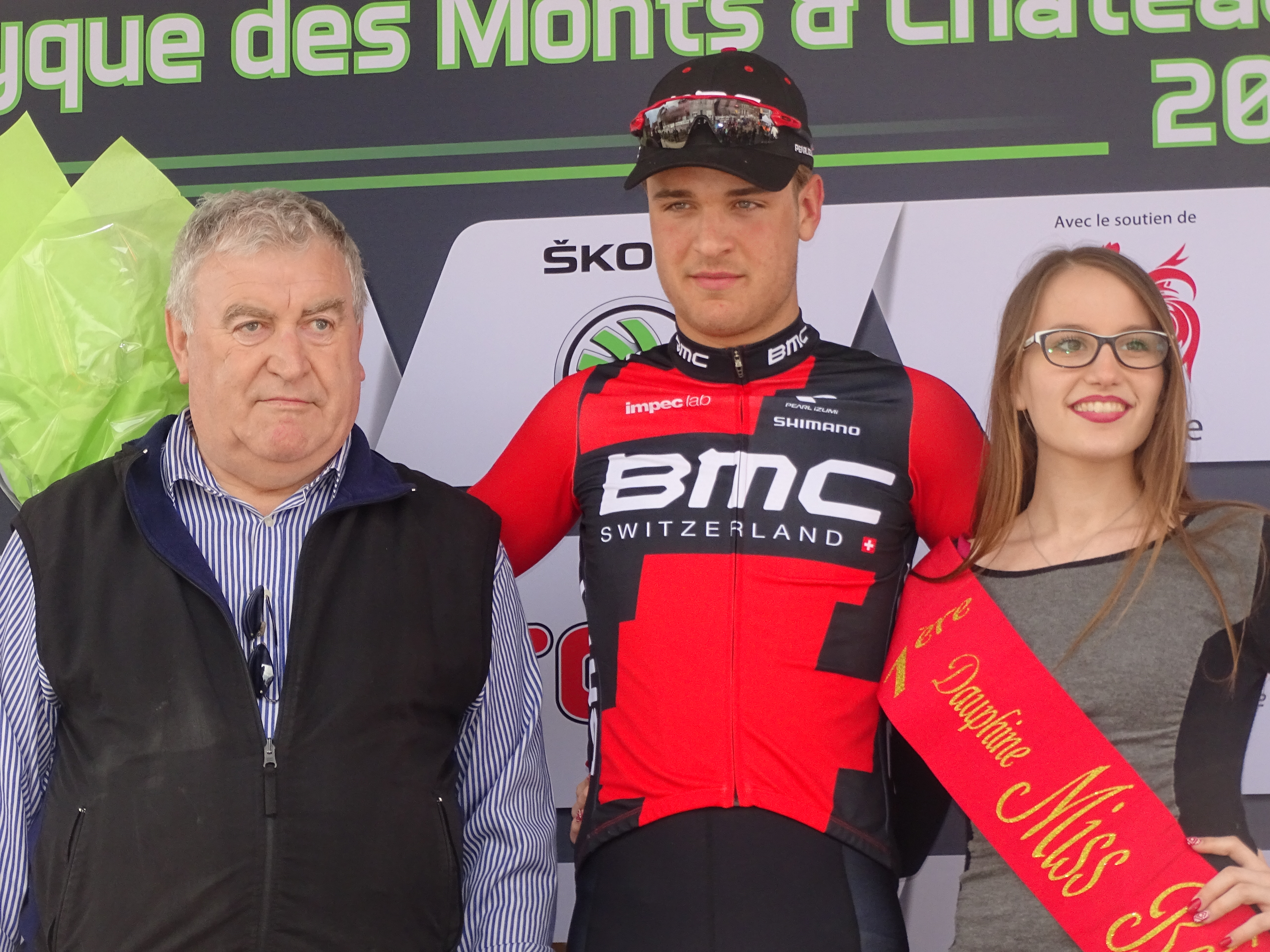
Bram Welten remporte la 1re étape.
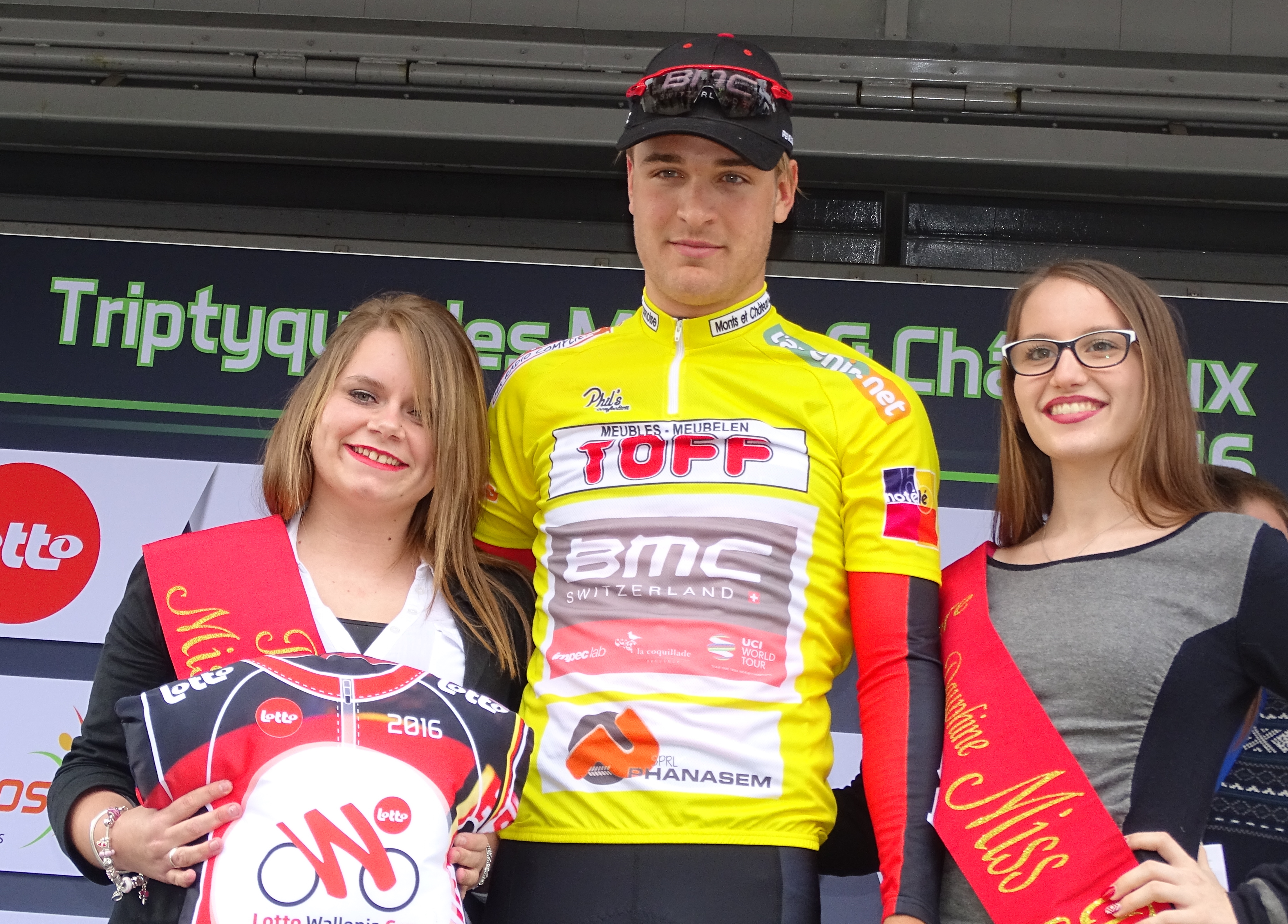
Bram Welten est leader du classement général.
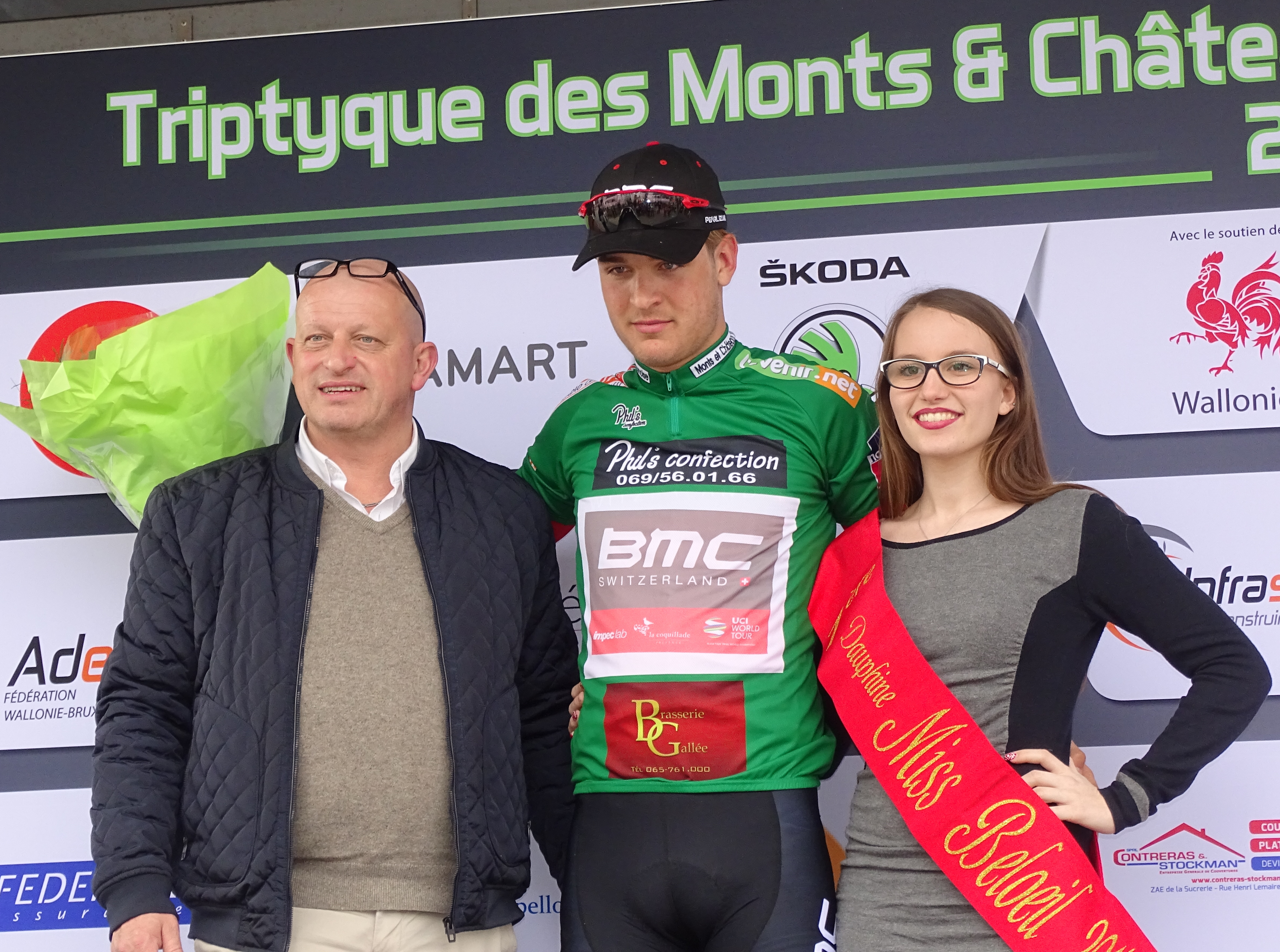
Bram Welten est leader du classement par points.
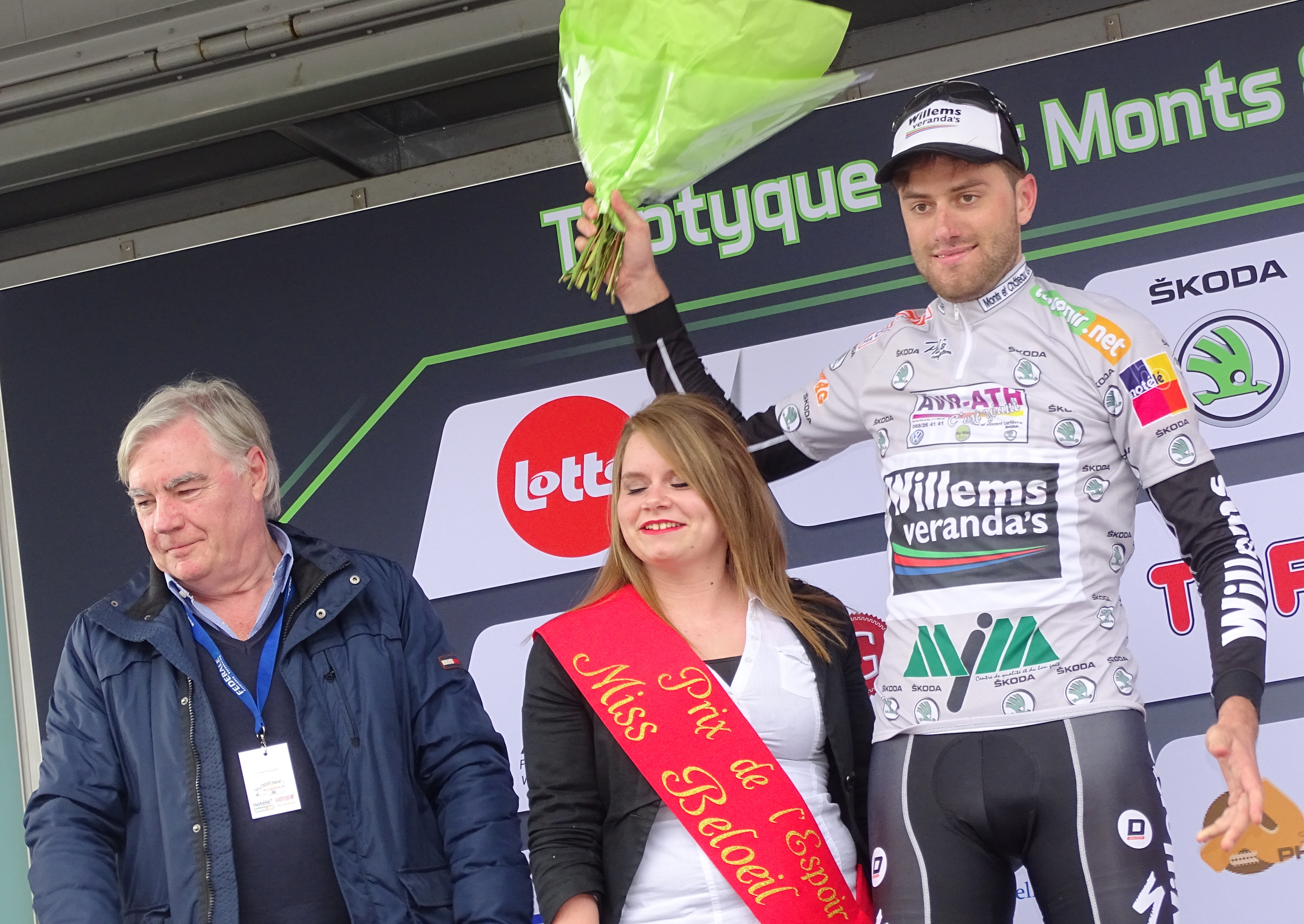
Brecht Dhaene est leader du classement de la montagne.
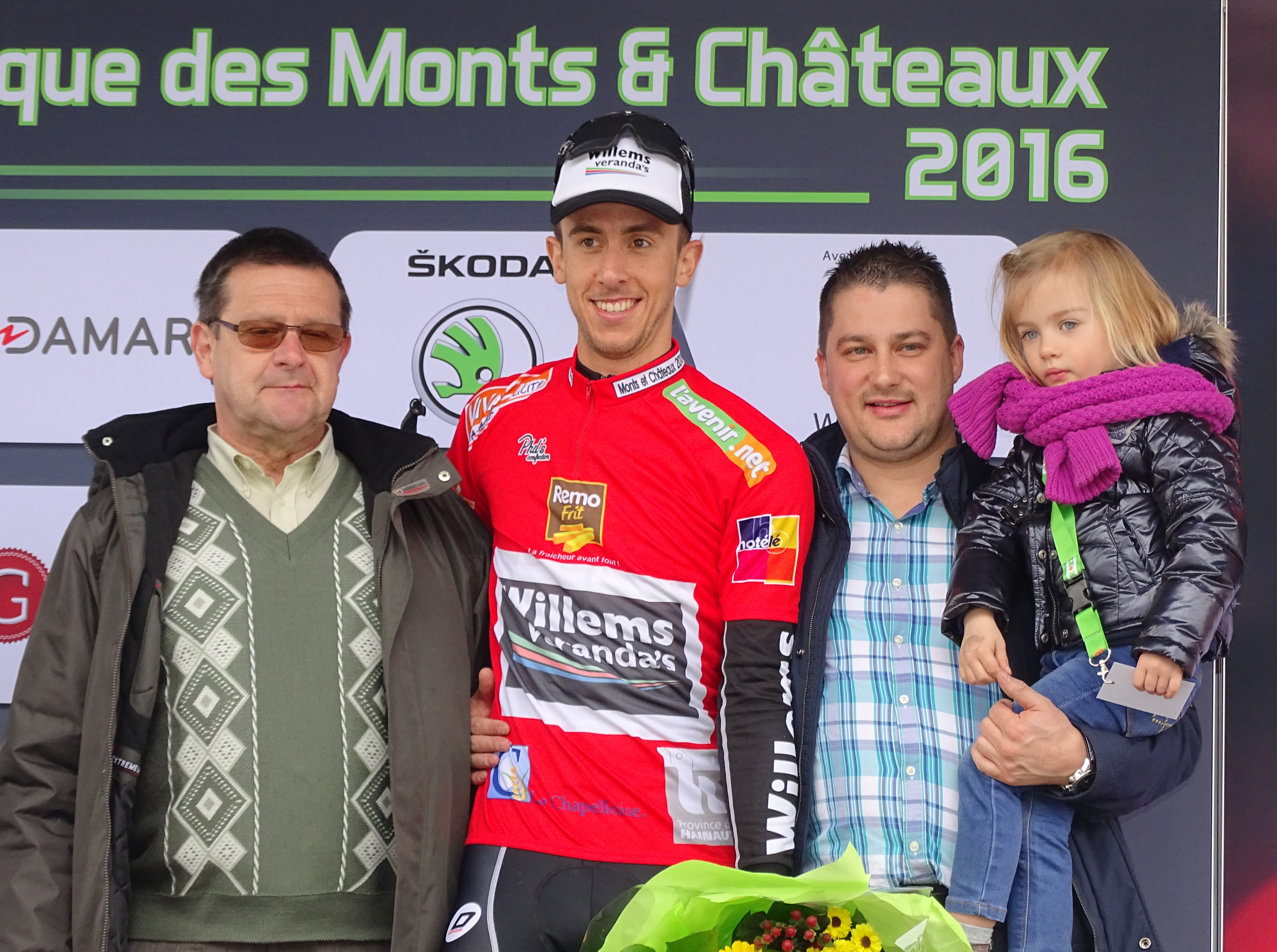
Dries De Bondt est leader du classement des rushs.
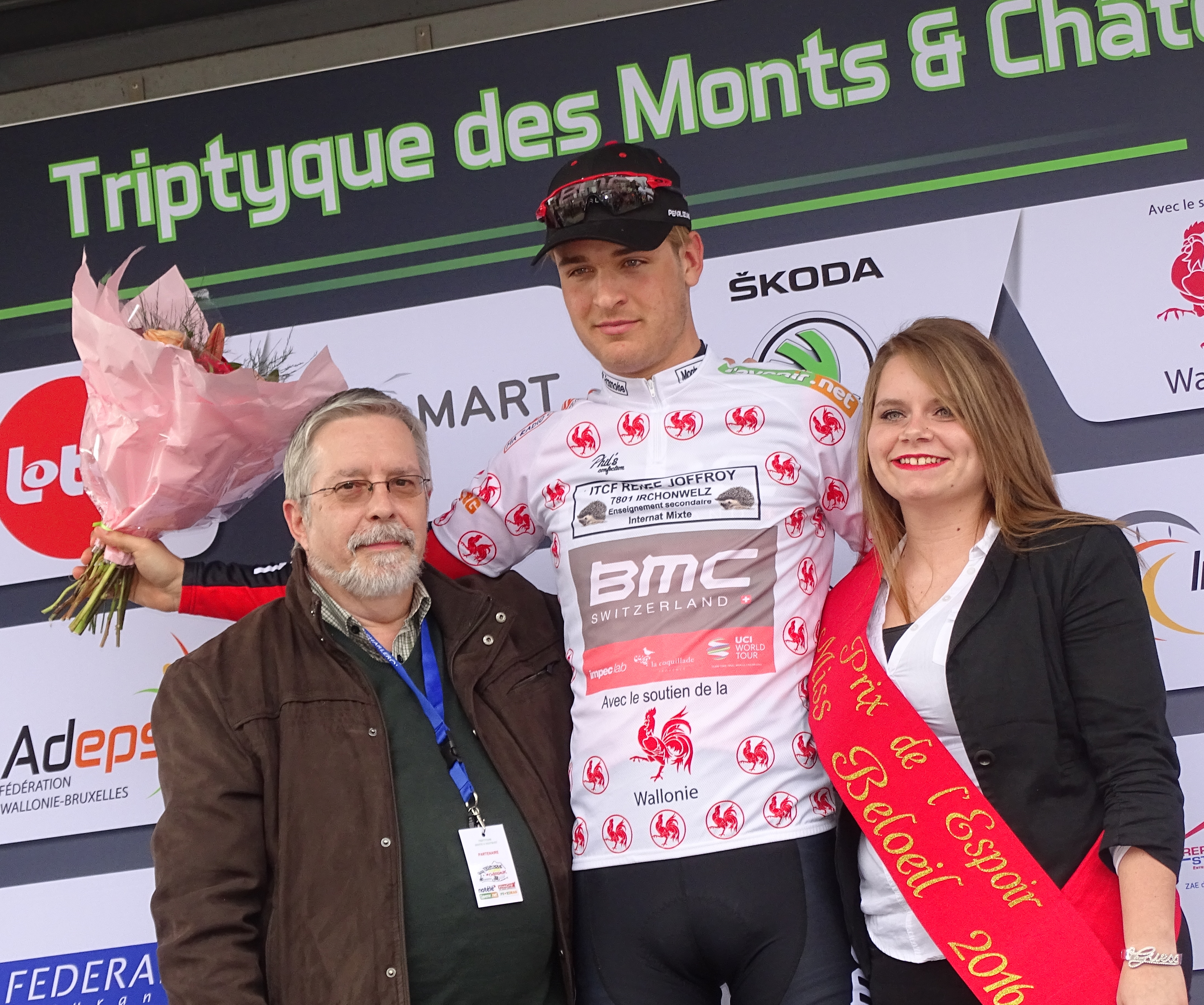
Bram Welten est leader du classement du meilleur jeune.
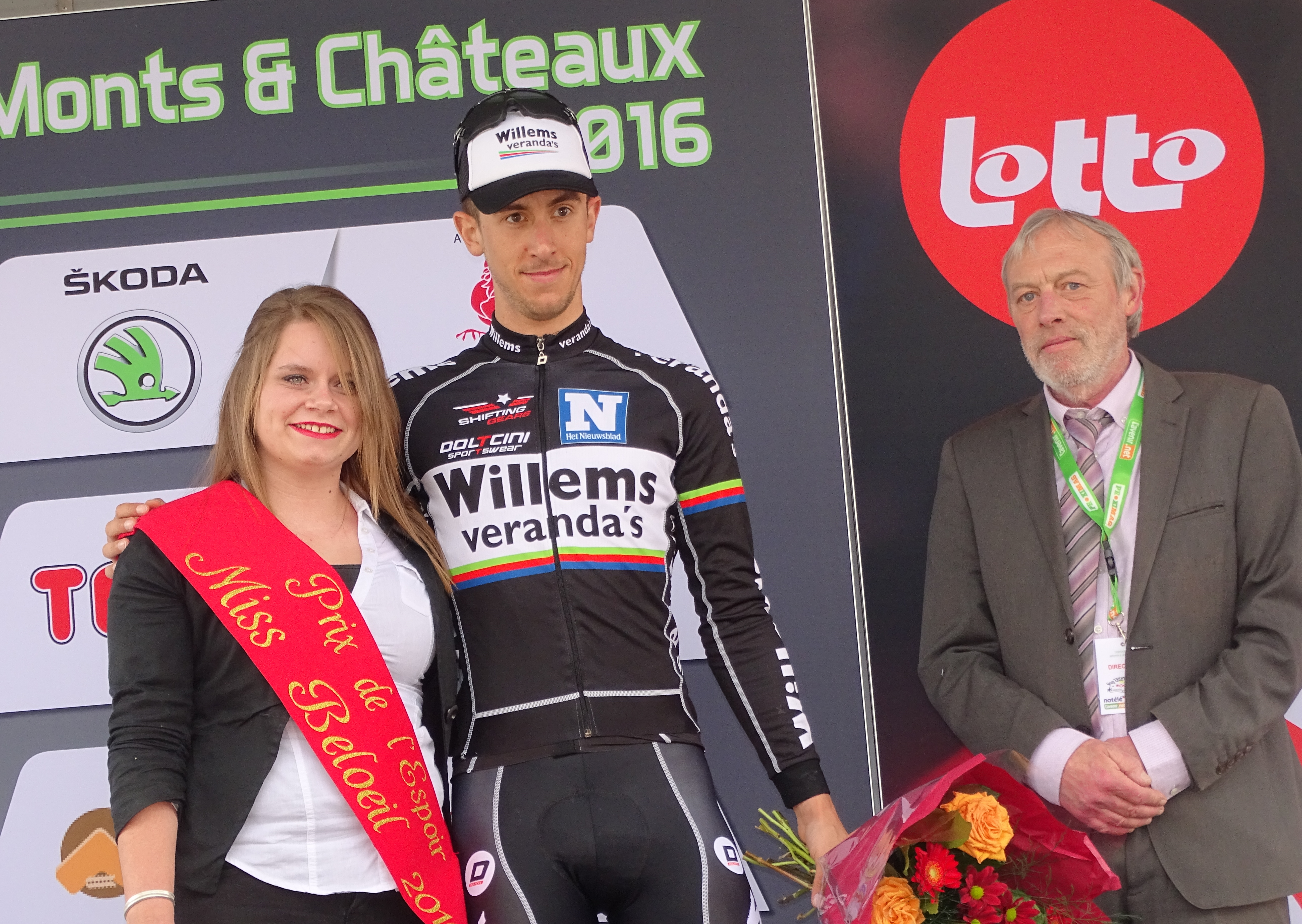
Dries De Bondt est le vainqueur du prix de la combativité.

### 2eétape
| Classement de l'étape | Classement de l'étape | Classement de l'étape | Classement de l'étape                   | Classement de l'étape |
|                       | Coureur               | Pays                  | Équipe                                  | Temps                 |
| --------------------- | --------------------- | --------------------- | --------------------------------------- | --------------------- |
| 1er                   | Mads Würtz Schmidt    | Danemark              | Trefor                                  | en 3 h 37 min 15 s    |
| 2e                    | Iván García           | Espagne               | Klein Constantia                        | + 0 s                 |
| 3e                    | Maximilian Schachmann | Allemagne             | Klein Constantia                        | + 0 s                 |
| 4e                    | Tim De Troyer         | Belgique              | Verandas Willems                        | + 0 s                 |
| 5e                    | Brecht Dhaene         | Belgique              | Verandas Willems                        | + 0 s                 |
| 6e                    | Elias Van Breussegem  | Belgique              | Verandas Willems                        | + 4 s                 |
| 7e                    | Adrien Costa          | États-Unis            | Équipe nationale des États-Unis espoirs | + 7 s                 |
| 8e                    | Jonathan Dibben       | Royaume-Uni           | Wiggins                                 | + 7 s                 |
| 9e                    | Jai Hindley           | Australie             | Équipe nationale d'Australie espoirs    | + 7 s                 |
| 10e                   | Scott Davies          | Royaume-Uni           | Wiggins                                 | + 7 s                 |
| modifier              |                       |                       |                                         |                       |

| Classement général | Classement général    | Classement général | Classement général                      | Classement général |
|                    | Coureur               | Pays               | Équipe                                  | Temps              |
| ------------------ | --------------------- | ------------------ | --------------------------------------- | ------------------ |
| 1er                | Mads Würtz Schmidt    | Danemark           | Trefor                                  | en 7 h 24 min 54 s |
| 2e                 | Iván García           | Espagne            | Klein Constantia                        | + 5 s              |
| 3e                 | Maximilian Schachmann | Allemagne          | Klein Constantia                        | + 7 s              |
| 4e                 | Tim De Troyer         | Belgique           | Verandas Willems                        | + 11 s             |
| 5e                 | Brecht Dhaene         | Belgique           | Verandas Willems                        | + 11 s             |
| 6e                 | Jonathan Dibben       | Royaume-Uni        | Wiggins                                 | + 15 s             |
| 7e                 | Elias Van Breussegem  | Belgique           | Verandas Willems                        | + 15 s             |
| 8e                 | Adrien Costa          | États-Unis         | Équipe nationale des États-Unis espoirs | + 18 s             |
| 9e                 | Scott Davies          | Royaume-Uni        | Wiggins                                 | + 18 s             |
| 10e                | Jai Hindley           | Australie          | Équipe nationale d'Australie espoirs    | + 18 s             |
| modifier           |                       |                    |                                         |                    |

Podium protocolaire
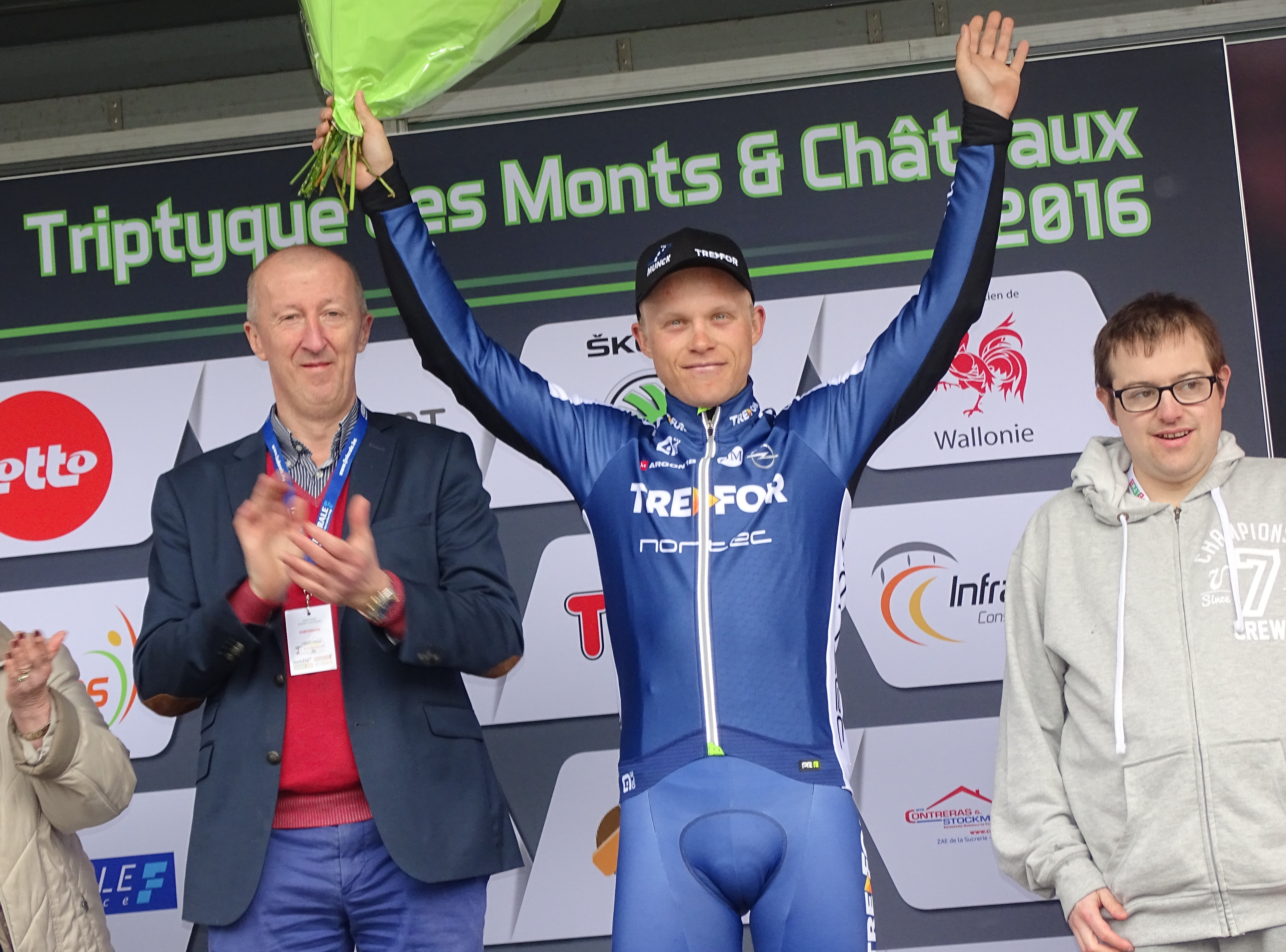
Mads Würtz Schmidt remporte la 1re étape.
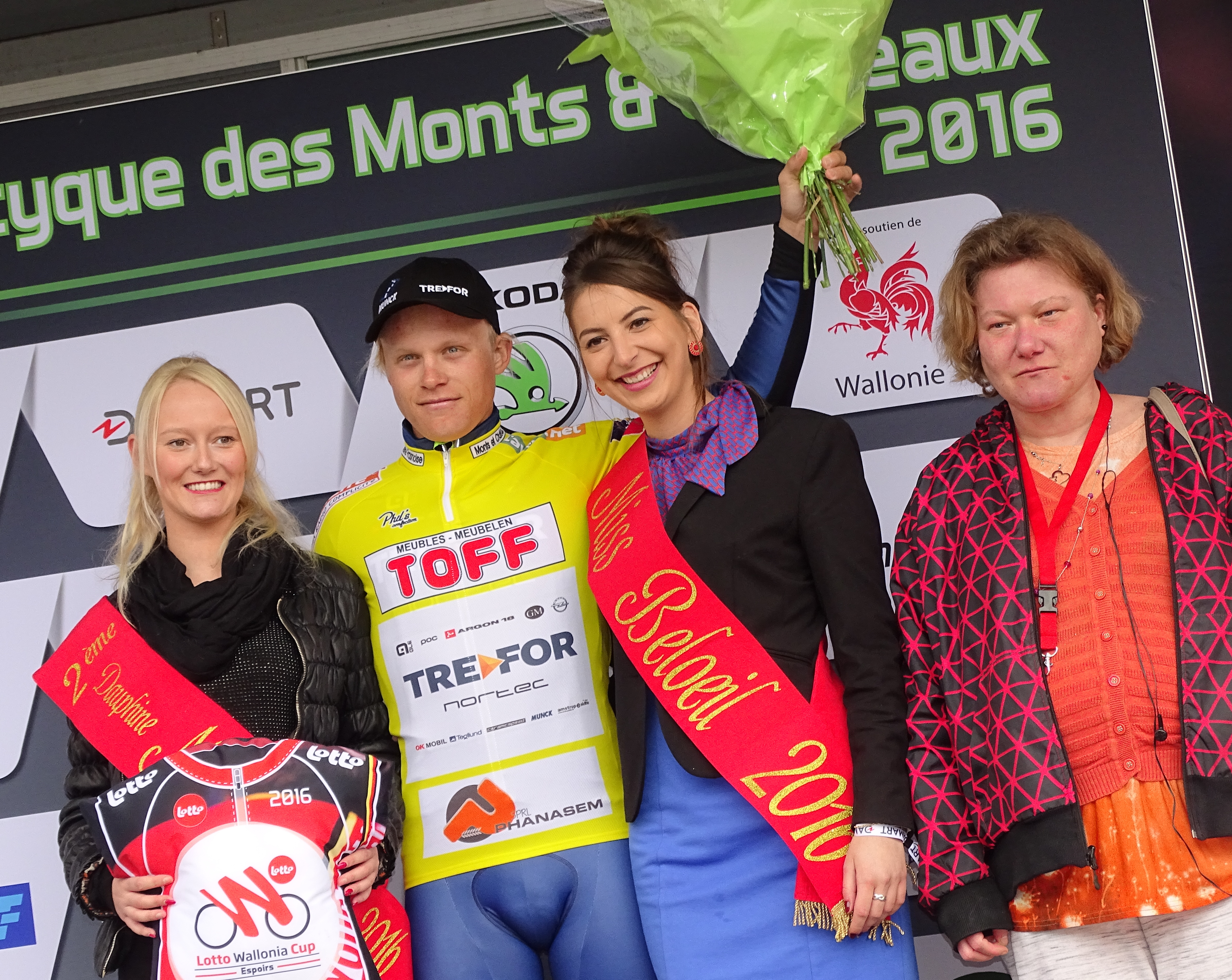
Mads Würtz Schmidt est leader du classement général.
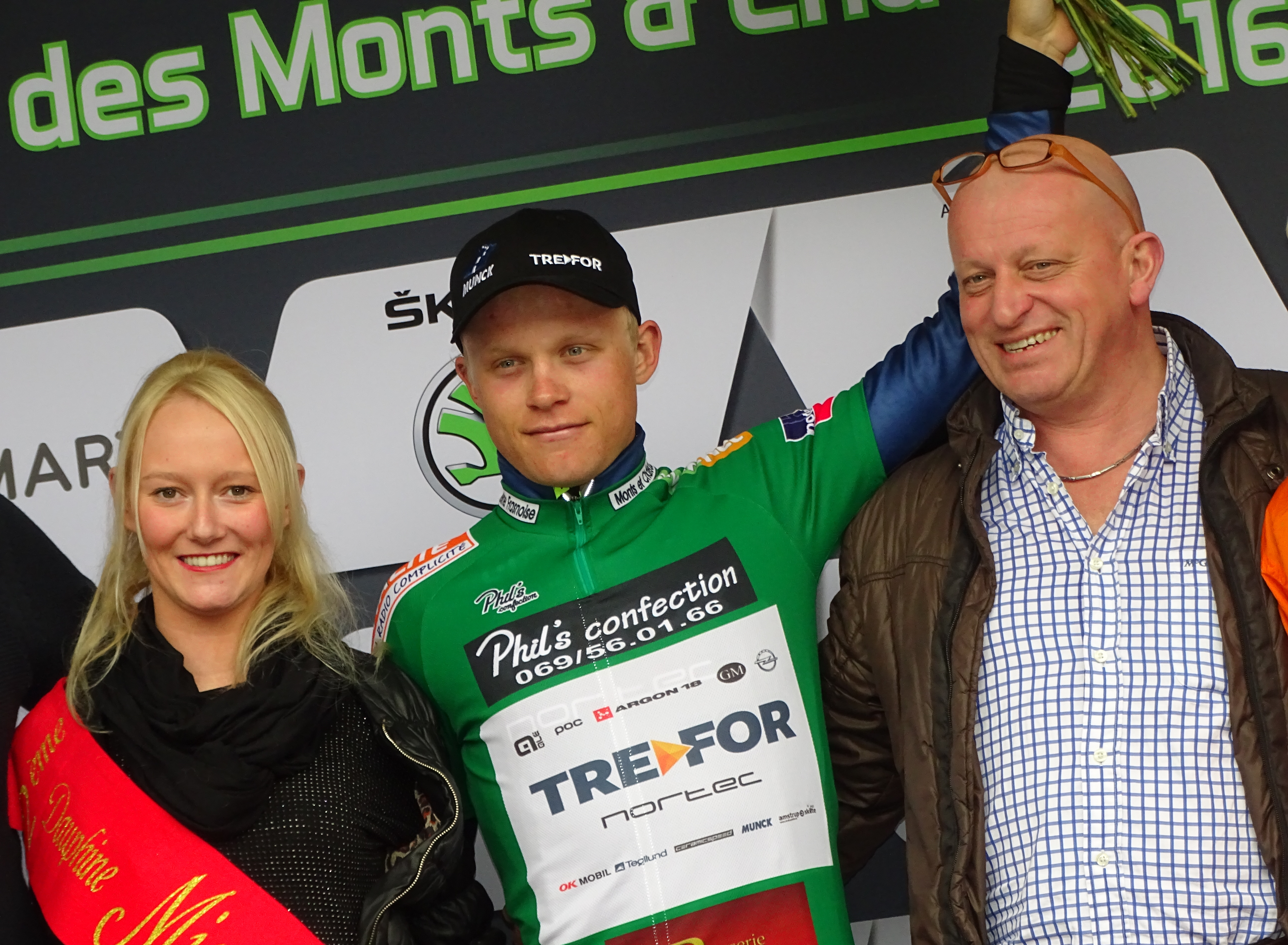
Mads Würtz Schmidt est leader du classement par points.
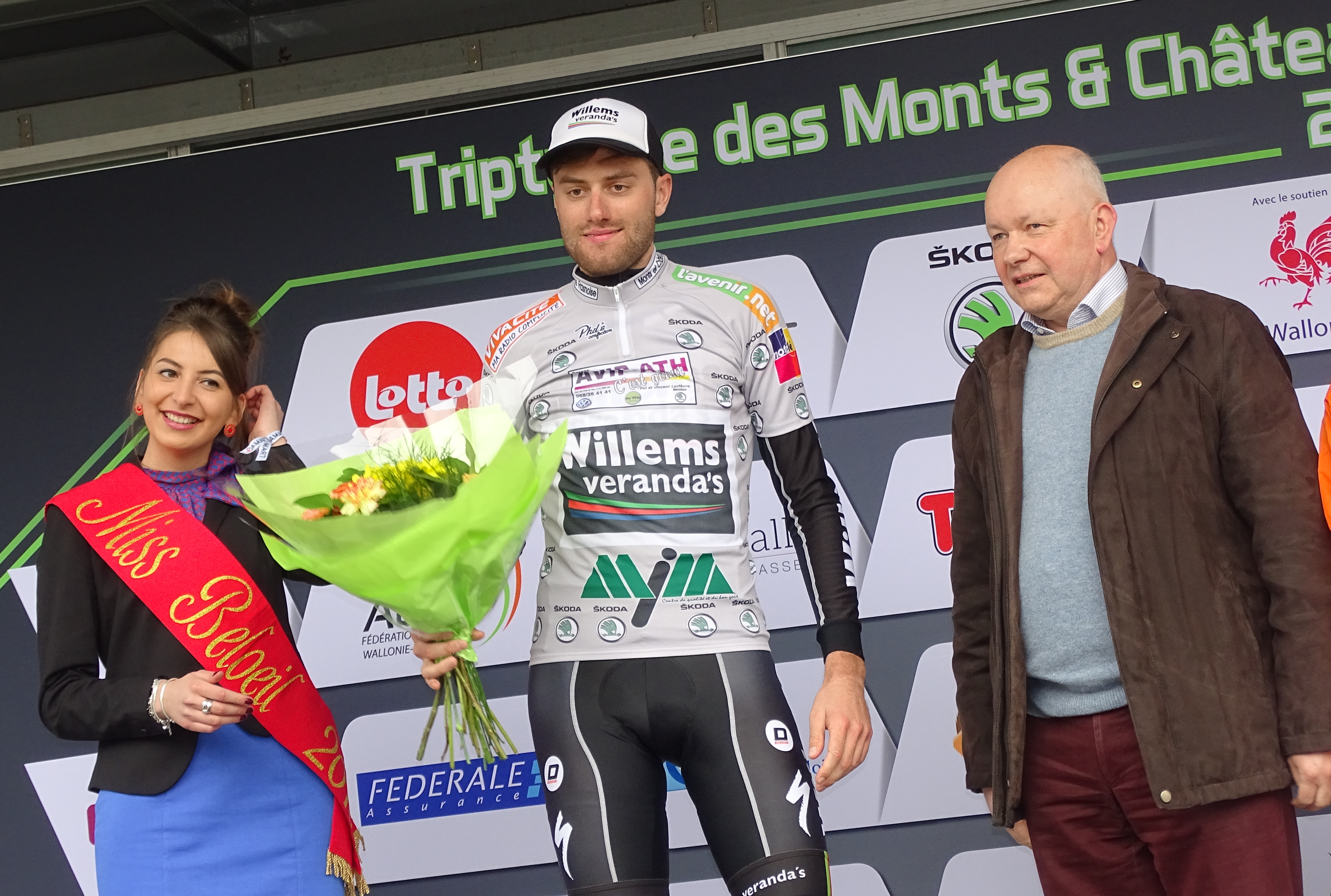
Brecht Dhaene est leader du classement de la montagne.
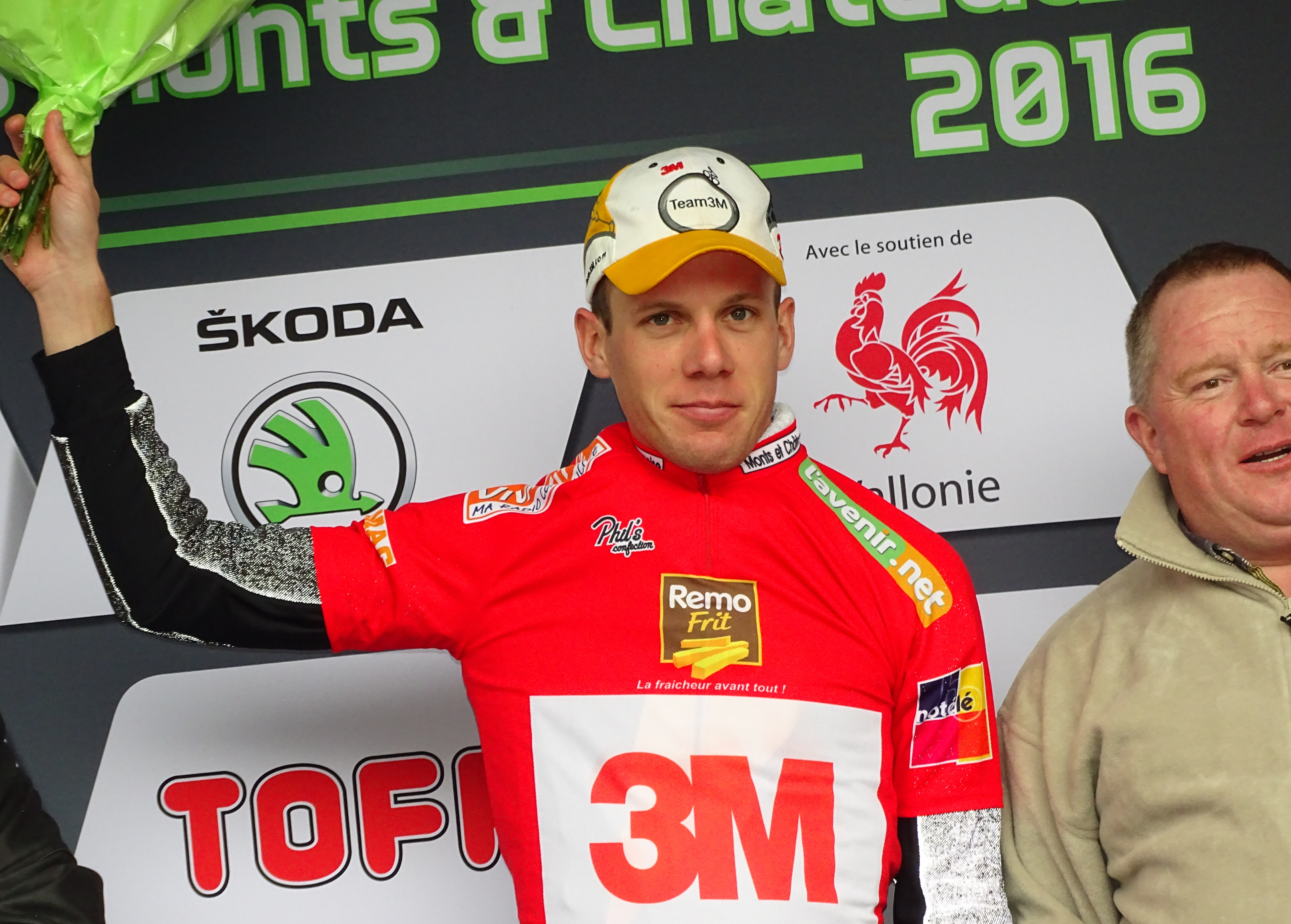
Michael Vingerling est leader du classement des rushs.
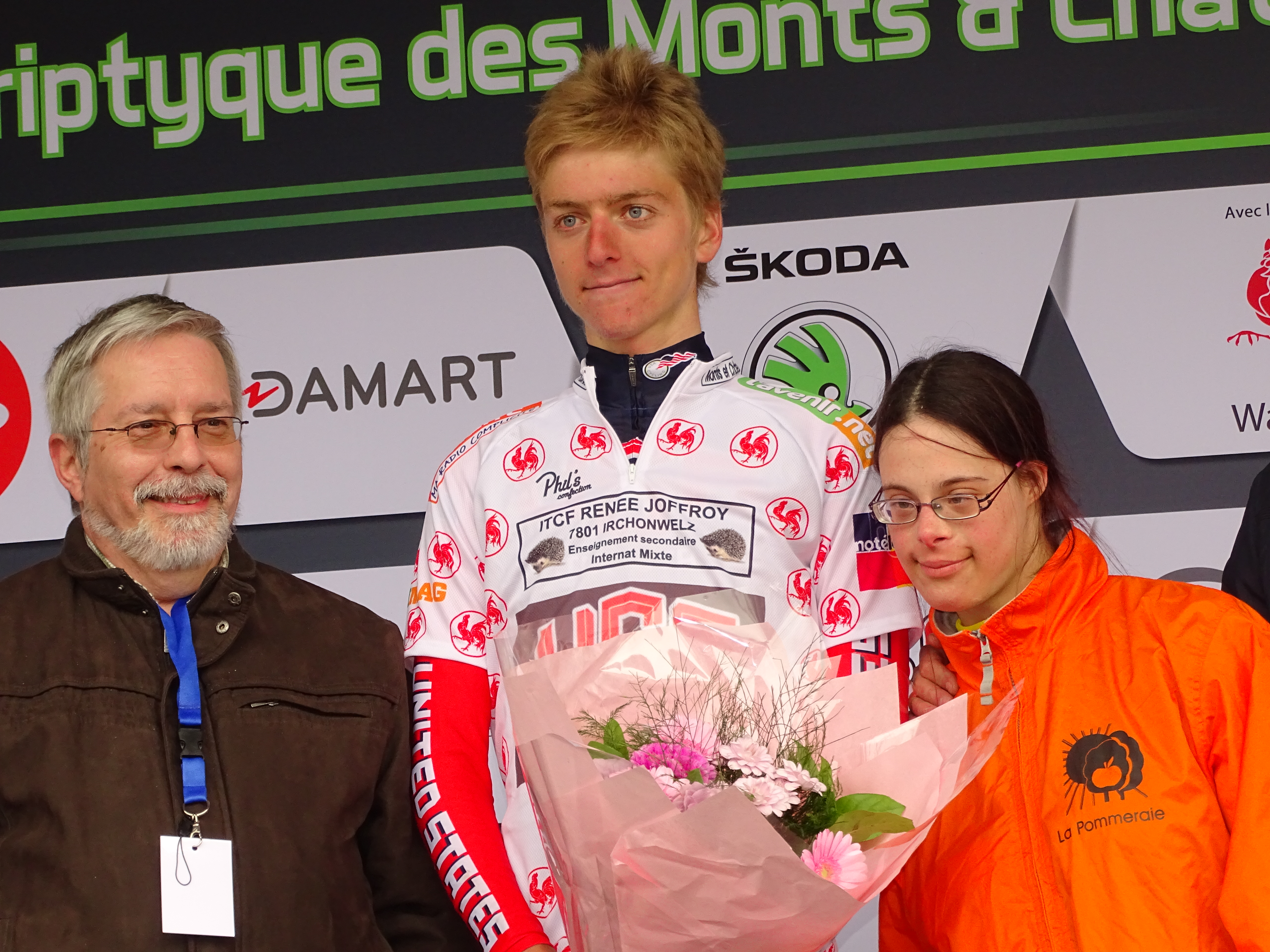
Adrien Costa est leader du classement du meilleur jeune.
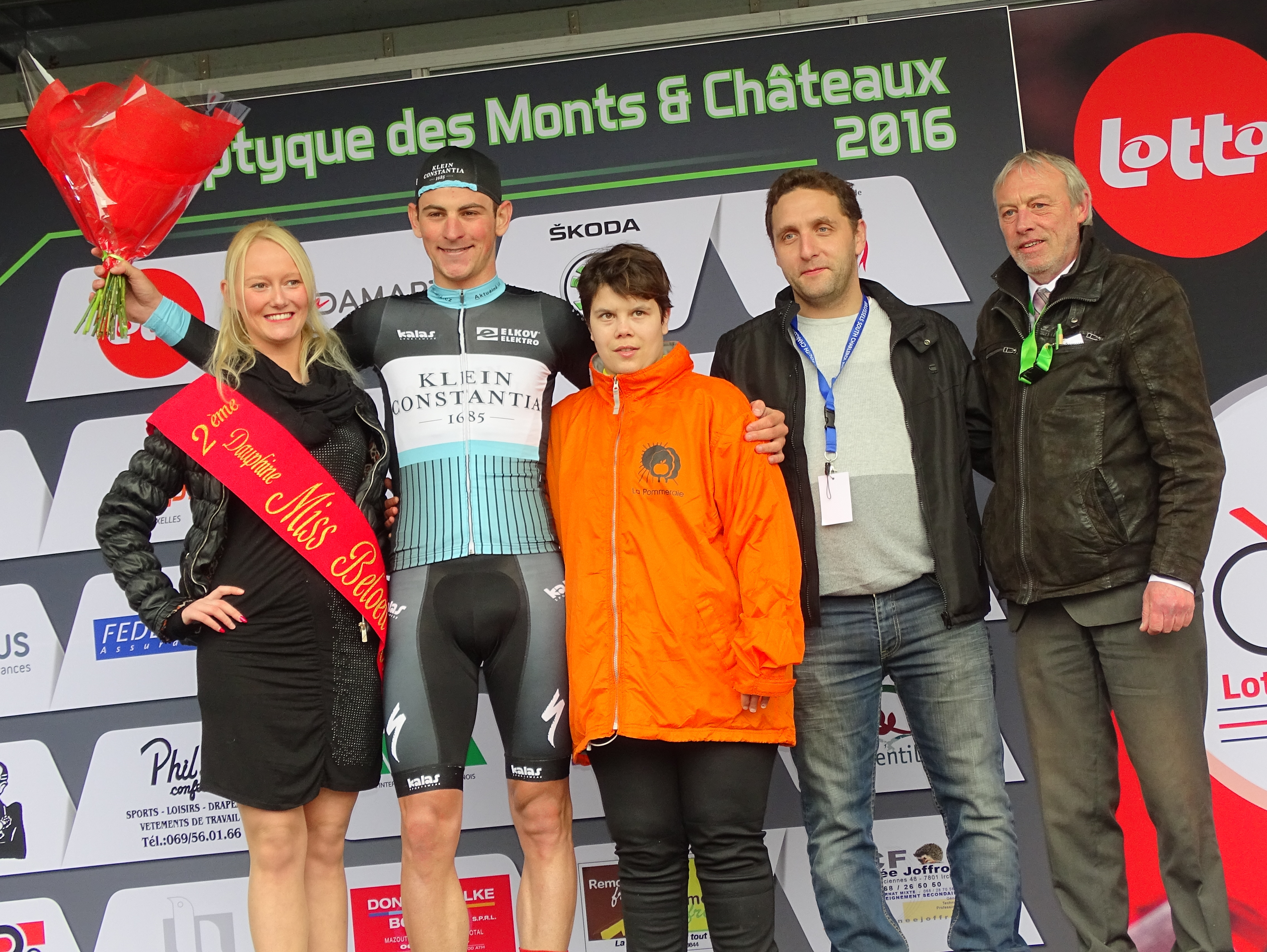
Przemysław Kasperkiewicz est le vainqueur du prix de la combativité.

### 3ea étape
| Classement de l'étape | Classement de l'étape | Classement de l'étape | Classement de l'étape                   | Classement de l'étape |
|                       | Coureur               | Pays                  | Équipe                                  | Temps                 |
| --------------------- | --------------------- | --------------------- | --------------------------------------- | --------------------- |
| 1er                   | Jonathan Dibben       | Royaume-Uni           | Wiggins                                 | en 13 min 14 s        |
| 2e                    | Scott Davies          | Royaume-Uni           | Wiggins                                 | + 4 s                 |
| 3e                    | Tom Wirtgen           | Luxembourg            | Leopard                                 | + 4 s                 |
| 4e                    | Adrien Costa          | États-Unis            | Équipe nationale des États-Unis espoirs | + 4 s                 |
| 5e                    | Mads Würtz Schmidt    | Danemark              | Trefor                                  | + 6 s                 |
| 6e                    | Elias Van Breussegem  | Belgique              | Verandas Willems                        | + 8 s                 |
| 7e                    | Tim De Troyer         | Belgique              | Verandas Willems                        | + 9 s                 |
| 8e                    | Maximilian Schachmann | Allemagne             | Klein Constantia                        | + 11 s                |
| 9e                    | Rémi Cavagna          | France                | Klein Constantia                        | + 14 s                |
| 10e                   | Nathan Van Hooydonck  | Belgique              | BMC Development                         | + 14 s                |
| modifier              |                       |                       |                                         |                       |

| Classement général | Classement général    | Classement général | Classement général                      | Classement général |
|                    | Coureur               | Pays               | Équipe                                  | Temps              |
| ------------------ | --------------------- | ------------------ | --------------------------------------- | ------------------ |
| 1er                | Mads Würtz Schmidt    | Danemark           | Trefor                                  | en 7 h 38 min 14 s |
| 2e                 | Jonathan Dibben       | Royaume-Uni        | Wiggins                                 | + 9 s              |
| 3e                 | Maximilian Schachmann | Allemagne          | Klein Constantia                        | + 12 s             |
| 4e                 | Tim De Troyer         | Belgique           | Verandas Willems                        | + 14 s             |
| 5e                 | Scott Davies          | Royaume-Uni        | Wiggins                                 | + 16 s             |
| 6e                 | Adrien Costa          | États-Unis         | Équipe nationale des États-Unis espoirs | + 16 s             |
| 7e                 | Elias Van Breussegem  | Belgique           | Verandas Willems                        | + 17 s             |
| 8e                 | Brecht Dhaene         | Belgique           | Verandas Willems                        | + 26 s             |
| 9e                 | Nathan Van Hooydonck  | Belgique           | BMC Development                         | + 32 s             |
| 10e                | Iván García           | Espagne            | Klein Constantia                        | + 39 s             |
| modifier           |                       |                    |                                         |                    |

### 3eb étape
| Classement de l'étape | Classement de l'étape | Classement de l'étape | Classement de l'étape                   | Classement de l'étape |
|                       | Coureur               | Pays                  | Équipe                                  | Temps                 |
| --------------------- | --------------------- | --------------------- | --------------------------------------- | --------------------- |
| 1er                   | Mads Würtz Schmidt    | Danemark              | Trefor                                  | en 2 h 8 min 2 s      |
| 2e                    | Jonathan Dibben       | Royaume-Uni           | Wiggins                                 | m.t                   |
| 3e                    | Tim Ariesen           | Pays-Bas              | SEG Racing Academy                      | m.t                   |
| 4e                    | Enzo Wouters          | Belgique              | Lotto-Soudal U23                        | m.t                   |
| 5e                    | Bram Welten           | Pays-Bas              | BMC Development                         | m.t                   |
| 6e                    | Edward Planckaert     | Belgique              | Lotto-Soudal U23                        | m.t                   |
| 7e                    | Stephen Bassett       | États-Unis            | Équipe nationale des États-Unis espoirs | m.t                   |
| 8e                    | Alexander Maes        | Belgique              | Home Solution-Anmapa-Soenens            | m.t                   |
| 9e                    | Jordi Warlop          | Belgique              | EFC-Etixx                               | m.t                   |
| 10e                   | Arjen Livyns          | Belgique              | VL Technics-Experza-Abutriek            | m.t                   |
| modifier              |                       |                       |                                         |                       |

## Classements finals

### Classement général final
| Classement général final | Classement général final | Classement général final | Classement général final                | Classement général final |
|                          | Coureur                  | Pays                     | Équipe                                  | Temps                    |
| ------------------------ | ------------------------ | ------------------------ | --------------------------------------- | ------------------------ |
| 1er                      | Mads Würtz Schmidt       | Danemark                 | Trefor                                  | en 9 h 46 min 10 s       |
| 2e                       | Jonathan Dibben          | Royaume-Uni              | Wiggins                                 | + 11 s                   |
| 3e                       | Maximilian Schachmann    | Allemagne                | Klein Constantia                        | + 18 s                   |
| 4e                       | Tim De Troyer            | Belgique                 | Verandas Willems                        | + 20 s                   |
| 5e                       | Adrien Costa             | États-Unis               | Équipe nationale des États-Unis espoirs | + 22 s                   |
| 6e                       | Scott Davies             | Royaume-Uni              | Wiggins                                 | + 22 s                   |
| 7e                       | Elias Van Breussegem     | Belgique                 | Verandas Willems                        | + 23 s                   |
| 8e                       | Brecht Dhaene            | Belgique                 | Verandas Willems                        | + 32 s                   |
| 9e                       | Nathan Van Hooydonck     | Belgique                 | BMC Development                         | + 38 s                   |
| 10e                      | Iván García              | Espagne                  | Klein Constantia                        | + 42 s                   |
| modifier                 |                          |                          |                                         |                          |

### Classements annexes
| Classement par points | Classement par points | Classement par points | Classement par points | Classement par points |
| --------------------- | --------------------- | --------------------- | --------------------- | --------------------- |
|                       | Coureur               | Pays                  | Équipe                | Point(s)              |
| 1er                   | Mads Würtz Schmidt    | Danemark              | Trefor                | 53 points             |
| 2e                    | Jonathan Dibben       | Royaume-Uni           | Wiggins               | 46 pts                |
| 3e                    | Bram Welten           | Pays-Bas              | BMC Development       | 29 pts                |
| modifier              |                       |                       |                       |                       |

| Classement de la montagne | Classement de la montagne | Classement de la montagne | Classement de la montagne | Classement de la montagne |
| ------------------------- | ------------------------- | ------------------------- | ------------------------- | ------------------------- |
|                           | Coureur                   | Pays                      | Équipe                    | Point(s)                  |
| 1er                       | Brecht Dhaene             | Belgique                  | Verandas Willems          | 46 points                 |
| 2e                        | Dries De Bondt            | Belgique                  | Verandas Willems          | 45 pts                    |
| 3e                        | Patrick Olesen            | Danemark                  | Leopard                   | 27 pts                    |
| modifier                  |                           |                           |                           |                           |

| Classement des rushs | Classement des rushs | Classement des rushs | Classement des rushs | Classement des rushs |
| -------------------- | -------------------- | -------------------- | -------------------- | -------------------- |
|                      | Coureur              | Pays                 | Équipe               | Point(s)             |
| 1er                  | Michael Vingerling   | Pays-Bas             | 3M                   | 33 points            |
| 2e                   | Dries De Bondt       | Belgique             | Verandas Willems     | 23 pts               |
| 3e                   | Hamish Schreurs      | Nouvelle-Zélande     | Klein Constantia     | 11 pts               |
| modifier             |                      |                      |                      |                      |

| Classement du meilleur jeune | Classement du meilleur jeune | Classement du meilleur jeune | Classement du meilleur jeune            | Classement du meilleur jeune |
|                              | Coureur                      | Pays                         | Équipe                                  | Temps                        |
| ---------------------------- | ---------------------------- | ---------------------------- | --------------------------------------- | ---------------------------- |
| 1er                          | Adrien Costa                 | États-Unis                   | Équipe nationale des États-Unis espoirs | en 9 h 46 min 32 s           |
| 2e                           | Michael Storer               | Australie                    | Équipe nationale d'Australie espoirs    | + 48 s                       |
| 3e                           | Julien Mortier               | Belgique                     | Color Code-Arden'Beef                   | + 1 min 44 s                 |
| modifier                     |                              |                              |                                         |                              |

| \| Classement par équipes[2] \| Classement par équipes[2] \| Classement par équipes[2] \| Classement par équipes[2] \| \| \| Équipe \| Pays \| Temps \| \| ------------------------- \| ------------------------- \| ------------------------- \| ------------------------- \| \| 1re \| Verandas Willems \| Belgique \| en 29 h 19 min 45 s \| \| 2e \| Klein Constantia \| Tchéquie \| + 24 s \| \| 3e \| Wiggins \| Royaume-Uni \| + 54 s \| \| modifier \| \| \| \| |                  |             |                     |
| Classement par équipes |                  |             |                     |
| | Équipe           | Pays        | Temps               |
| 1re | Verandas Willems | Belgique    | en 29 h 19 min 45 s |
| 2e | Klein Constantia | Tchéquie    | + 24 s              |
| 3e | Wiggins          | Royaume-Uni | + 54 s              |
| modifier |                  |             |                     |

### UCI Europe Tour
Ce Triptyque des Monts et Châteaux attribue des points pour l'UCI Europe Tour 2016, y compris aux coureurs faisant partie d'une équipe ayant un label WorldTeam. De plus la course donne le même nombre de points individuellement à tous les coureurs pour le Classement mondial UCI 2016.
| Position           | 1er | 2e | 3e | 4e | 5e | 6e | 7e | 8e à 10e |
| Classement général | 40  | 30 | 25 | 20 | 15 | 10 | 5  | 3        |
| Par étape          | 7   | 3  | 1  |    |    |    |    |          |
| Leader, par étape  | 1   |    |    |    |    |    |    |          |

| Cycliste              | Équipe                                  | Général | Étape | Leader | Total |
| --------------------- | --------------------------------------- | ------- | ----- | ------ | ----- |
| Mads Würtz Schmidt    | Trefor                                  | 40      | 14    | 2      | 56    |
| Jonathan Dibben       | Wiggins                                 | 30      | 10    | -      | 40    |
| Maximilian Schachmann | Klein Constantia                        | 25      | 1     | -      | 26    |
| Tim De Troyer         | Verandas Willems                        | 20      | -     | -      | 20    |
| Adrien Costa          | Équipe nationale des États-Unis espoirs | 15      | -     | -      | 15    |
| Scott Davies          | Wiggins                                 | 10      | 3     | -      | 13    |
| Bram Welten           | BMC Development                         | -       | 7     | 1      | 8     |
| Iván García           | Klein Constantia                        | 3       | 3     | -      | 6     |
| Elias Van Breussegem  | Verandas Willems                        | 5       | -     | -      | 5     |
| Brecht Dhaene         | Verandas Willems                        | 3       | -     | -      | 3     |
| František Sisr        | Klein Constantia                        | -       | 3     | -      | 3     |
| Nathan Van Hooydonck  | BMC Development                         | 3       | -     | -      | 3     |
| Tim Ariesen           | SEG Racing Academy                      | -       | 2     | -      | 2     |
| Tom Wirtgen           | Leopard                                 | -       | 1     | -      | 1     |

## Évolution des classements
| Étape              | Vainqueur          | Classement général | Classement par points | Classement de la montagne | Classement des rushs | Classement du meilleur jeune | Classement par équipes |
| ------------------ | ------------------ | ------------------ | --------------------- | ------------------------- | -------------------- | ---------------------------- | ---------------------- |
| 1                  | Bram Welten        | Bram Welten        | Bram Welten           | Brecht Dhaene             | Dries De Bondt       | Bram Welten                  | EFC-Etixx              |
| 2                  | Mads Würtz Schmidt | Mads Würtz Schmidt | Mads Würtz Schmidt    | Brecht Dhaene             | Michael Vingerling   | Adrien Costa                 | Verandas Willems       |
| 3a                 | Jonathan Dibben    | Mads Würtz Schmidt | Mads Würtz Schmidt    | Brecht Dhaene             | Michael Vingerling   | Adrien Costa                 | Verandas Willems       |
| 3b                 | Mads Würtz Schmidt | Mads Würtz Schmidt | Mads Würtz Schmidt    | Brecht Dhaene             | Michael Vingerling   | Adrien Costa                 | Verandas Willems       |
| Classements finals | Classements finals | Mads Würtz Schmidt | Mads Würtz Schmidt    | Brecht Dhaene             | Michael Vingerling   | Adrien Costa                 | Verandas Willems       |

## Liste des participants
- Liste de départ complète

| Légende                                | Légende                                                                                                  | Légende                         | Légende                                                                                                  |
| -------------------------------------- | --- | ------------------------------- | --- |
| Num                                    | Dossard de départ porté par le coureur sur ce Triptyque des Monts et Châteaux                            | Pos                             | Position finale au classement général                                                                    |
| Leader du classement général           | Indique le vainqueur du classement général                                                               | Leader du classement par points | Indique le vainqueur du classement par points                                                            |
| Leader du classement de la montagne    | Indique le vainqueur du classement de la montagne                                                        | Leader du classement des rushs  | Indique le vainqueur du classement des rushs                                                             |
| Leader du classement du meilleur jeune | Indique le vainqueur du classement du meilleur jeune                                                     |                                 | Indique un maillot de champion national ou mondial, suivi de sa spécialité                               |
| #                                      | Indique la meilleure équipe                                                                              | NP                              | Indique un coureur qui n'a pas pris le départ d'une étape, suivi du numéro de l'étape où il s'est retiré |
| AB                                     | Indique un coureur qui n'a pas terminé une étape, suivi du numéro de l'étape où il s'est retiré          | HD                              | Indique un coureur qui a terminé une étape hors des délais, suivi du numéro de l'étape                   |
| *                                      | Indique un coureur en lice pour le classement du meilleur jeune (coureurs nés après le 1er janvier 1997) |                                 | |

| Profel United - | Profel United -             | Profel United - |
| --------------- | --------------------------- | --------------- |
| Num             | Coureur                     | Pos             |
| 1               | Michiel Broes (BEL)         | 91e             |
| 2               | Maarten Craeghs (BEL)       | 125e            |
| 3               | Ruben Van Der Haeghen (BEL) | 93e             |
| 4               | Sten Van Gucht (BEL)        | 94e             |
| 5               | Nick Van Hoof (BEL)         | 56e             |
| 6               | Jeroen Eyskens (BEL)        | 51e             |
| 7               | Tom Verhaegen (BEL)         | 60e             |

| Verandas Willems-Crabbé-CC Chevigny - | Verandas Willems-Crabbé-CC Chevigny - | Verandas Willems-Crabbé-CC Chevigny - |
| ------------------------------------- | ------------------------------------- | ------------------------------------- |
| Num                                   | Coureur                               | Pos                                   |
| 11                                    | Jean-Albert Carnevali (BEL)           | 55e                                   |
| 12                                    | Merlijn Decoster (BEL)                | 120e                                  |
| 13                                    | Dries Verstrepen (BEL)                | 50e                                   |
| 14                                    | Matthias Houlmont (BEL)               | AB-1                                  |
| 15                                    | Nicolas Paquot (BEL)                  | AB-1                                  |
| 16                                    | Jaron Wydooghe (BEL)*                 | 130e                                  |
| 17                                    | Tom Galle (BEL)                       | 131e                                  |

| Lotto-Soudal U23 - | Lotto-Soudal U23 -      | Lotto-Soudal U23 - |
| ------------------ | ----------------------- | ------------------ |
| Num                | Coureur                 | Pos                |
| 21                 | Kevin Deltombe (BEL)    | 29e                |
| 22                 | Stan Dewulf (BEL)*      | 67e                |
| 23                 | Michael Goolaerts (BEL) | 85e                |
| 24                 | Senne Leysen (BEL)      | 28e                |
| 25                 | Edward Planckaert (BEL) | 25e                |
| 26                 | Aaron Verwilst (BEL)*   | 113e               |
| 27                 | Enzo Wouters (BEL)      | 117e               |

| Trefor TTF | Trefor TTF                   | Trefor TTF |
| ---------- | ---------------------------- | ---------- |
| Num        | Coureur                      | Pos        |
| 31         | Mads Würtz Schmidt (DEN)     | 1er        |
| 32         | Mark Sehested Pedersen (DEN) | 75e        |
| 33         | Thomas Riis (DEN)            | 123e       |
| 34         | Anders Hardahl (DEN)         | 78e        |
| 35         | Mads Rahbek (DEN)            | 54e        |
| 36         | Kasper Asgreen (DEN)         | 32e        |
| 37         | Nicolaj Steen (DEN)          | 105e       |

| Color Code-Arden'Beef CCA | Color Code-Arden'Beef CCA | Color Code-Arden'Beef CCA |
| ------------------------- | ------------------------- | ------------------------- |
| Num                       | Coureur                   | Pos                       |
| 41                        | Julien Mortier (BEL)*     | 34e                       |
| 42                        | Lionel Taminiaux (BEL)    | 101e                      |
| 43                        | Rémy Mertz (BEL)          | 35e                       |
| 44                        | Antoine Loy (BEL)         | 80e                       |
| 45                        | Maximilien Picoux (BEL)   | 47e                       |
| 46                        | Martin Palm (BEL)         | 90e                       |
| 47                        | Johan Hemroulle (BEL)     | 109e                      |

| Équipe nationale des États-Unis espoirs USA | Équipe nationale des États-Unis espoirs USA | Équipe nationale des États-Unis espoirs USA |
| ------------------------------------------- | ------------------------------------------- | ------------------------------------------- |
| Num                                         | Coureur                                     | Pos                                         |
| 51                                          | Tyler Williams (USA)                        | 73e                                         |
| 52                                          | Gregory Daniel (USA)                        | 44e                                         |
| 53                                          | Colin Joyce (USA)                           | 61e                                         |
| 54                                          | Adrien Costa (USA)*                         | 5e                                          |
| 55                                          |                                             |                                             |
| 56                                          | Stephen Bassett (USA)                       | 112e                                        |
| 57                                          | Sean Bennett (USA)                          | 83e                                         |

| EFC-Etixx - | EFC-Etixx -             | EFC-Etixx - |
| ----------- | ----------------------- | ----------- |
| Num         | Coureur                 | Pos         |
| 61          | Piet Allegaert (BEL)    | 37e         |
| 62          | Benjamin Declercq (BEL) | 114e        |
| 63          | Michael Cools (BEL)     | 68e         |
| 64          | Maxime De Poorter (BEL) | 53e         |
| 65          | Christophe Noppe (BEL)  | NP-3        |
| 66          | Guillaume Seye (BEL)    | 99e         |
| 67          | Jordi Warlop (BEL)      | 11e         |

| Klein Constantia KLC | Klein Constantia KLC           | Klein Constantia KLC |
| -------------------- | ------------------------------ | -------------------- |
| Num                  | Coureur                        | Pos                  |
| 71                   | Jonas Bokeloh (GER)            | 70e                  |
| 72                   | Rémi Cavagna (FRA)             | 12e                  |
| 73                   | Iván García (ESP)              | 10e                  |
| 74                   | Przemysław Kasperkiewicz (POL) | 39e                  |
| 75                   | Maximilian Schachmann (GER)    | 3e                   |
| 76                   | Hamish Schreurs (NZL)          | 16e                  |
| 77                   | František Sisr (CZE)           | 17e                  |

| SEG Racing Academy SEG | SEG Racing Academy SEG    | SEG Racing Academy SEG |
| ---------------------- | ------------------------- | ---------------------- |
| Num                    | Coureur                   | Pos                    |
| 81                     | Fabio Jakobsen (NED)      | 106e                   |
| 82                     | Jenthe Biermans (BEL)     | 104e                   |
| 83                     | Henrik Evensen (NOR)      | 69e                    |
| 84                     | Zhi Hui Jiang (CHN)       | AB-1                   |
| 85                     | Julius van den Berg (NED) | 36e                    |
| 86                     | Marten Kooistra (NED)*    | 107e                   |
| 87                     | Tim Ariesen (NED)         | 22e                    |

| Leopard LPC | Leopard LPC            | Leopard LPC |
| ----------- | ---------------------- | ----------- |
| Num         | Coureur                | Pos         |
| 91          |                        |             |
| 92          | Massimo Morabito (LUX) | 122e        |
| 93          | Aksel Nõmmela (EST)    | 27e         |
| 94          | Patrick Olesen (DEN)   | 33e         |
| 95          | Pit Schlechter (LUX)   | 95e         |
| 96          | Fábio Silvestre (POR)  | AB-1        |
| 97          | Tom Wirtgen (LUX)      | 49e         |

| Rabobank Development RDT | Rabobank Development RDT | Rabobank Development RDT |
| ------------------------ | ------------------------ | ------------------------ |
| Num                      | Coureur                  | Pos                      |
| 101                      | Dylan Bouwmans (NED)*    | 58e                      |
| 102                      | Hartthijs de Vries (NED) | 15e                      |
| 103                      | Lennard Hofstede (NED)   | 20e                      |
| 104                      | Jan Maas (NED)           | 40e                      |
| 105                      | Jelle Nieuwpoort (NED)*  | 82e                      |
| 106                      | Bob Olieslagers (NED)*   | 48e                      |
| 107                      | Davy Gunst (NED)         | 52e                      |

| Wiggins WGN | Wiggins WGN              | Wiggins WGN |
| ----------- | ------------------------ | ----------- |
| Num         | Coureur                  | Pos         |
| 111         | Jonathan Dibben (GBR)    | 2e          |
| 112         | James Knox (GBR)         | 43e         |
| 113         | Samuel Lowe (GBR)        | 66e         |
| 114         | Christopher Latham (GBR) | 84e         |
| 115         | Jake Kelly (GBR)         | 41e         |
| 116         | Michael Thompson (GBR)   | 100e        |
| 117         | Scott Davies (GBR)       | 6e          |

| Tops Antiek-Atom 6 - | Tops Antiek-Atom 6 -     | Tops Antiek-Atom 6 - |
| -------------------- | ------------------------ | -------------------- |
| Num                  | Coureur                  | Pos                  |
| 121                  | Jari Vandenbussche (BEL) | AB-4                 |
| 122                  | Abram Stockman (BEL)     | 79e                  |
| 123                  | Michiel Stockman (BEL)   | 77e                  |
| 124                  | Roy Destadsbader (BEL)   | 128e                 |
| 125                  | Jules Dejonghe (BEL)*    | 133e                 |
| 126                  | Niels Reynvoet (BEL)     | 76e                  |
| 127                  | Gianni Bossuyt (BEL)     | AB-2                 |

| Équipe nationale d'Estonie espoirs EST | Équipe nationale d'Estonie espoirs EST | Équipe nationale d'Estonie espoirs EST |
| -------------------------------------- | -------------------------------------- | -------------------------------------- |
| Num                                    | Coureur                                | Pos                                    |
| 131                                    | Norman Vahtra (EST)                    | 87e                                    |
| 132                                    | Peeter Pung (EST)                      | 134e                                   |
| 133                                    | Ekke-Kaur Vosman (EST)                 | AB-1                                   |
| 134                                    | Kristo Enn Vaga (EST)*                 | 124e                                   |
| 135                                    | Karl Patrick Lauk (EST)*               | 132e                                   |
| 136                                    | Karl-Arnold Vendelin (EST)             | AB-1                                   |
| 137                                    | Oskar Nisu (EST)                       | 129e                                   |

| Meubelen Gaverzicht-Glascentra - | Meubelen Gaverzicht-Glascentra - | Meubelen Gaverzicht-Glascentra - |
| -------------------------------- | -------------------------------- | -------------------------------- |
| Num                              | Coureur                          | Pos                              |
| 141                              | Jordy Oliebos (BEL)              | 62e                              |
| 142                              | Steven Haerinck (BEL)            | AB-1                             |
| 143                              | Stijn Van Hecke (BEL)            | AB-1                             |
| 144                              | Robbe Deleu (BEL)                | AB-4                             |
| 145                              | Niels Derveaux (BEL)*            | 135e                             |
| 146                              | Michiel Van Der Bauwhede (BEL)   | AB-1                             |
| 147                              | Lawrence Schotte (BEL)           | 86e                              |

| T.Palm-Pôle Continental Wallon PCW | T.Palm-Pôle Continental Wallon PCW | T.Palm-Pôle Continental Wallon PCW |
| ---------------------------------- | ---------------------------------- | ---------------------------------- |
| Num                                | Coureur                            | Pos                                |
| 151                                | Auxence Buntinx (BEL)              | AB-1                               |
| 152                                | Claudio Catania (ITA)              | AB-1                               |
| 153                                | Antoine Didier (BEL)               | 115e                               |
| 154                                | Bavo Haemels (BEL)                 | 97e                                |
| 155                                | Jesse Geerts (BEL)                 | AB-1                               |
| 156                                | Thomas Petit (BEL)                 | 121e                               |
| 157                                | Maxime Vekeman (BEL)               | 108e                               |

| Home Solution-Anmapa-Soenens - | Home Solution-Anmapa-Soenens - | Home Solution-Anmapa-Soenens - |
| ------------------------------ | ------------------------------ | ------------------------------ |
| Num                            | Coureur                        | Pos                            |
| 161                            | Alexander Maes (BEL)           | 103e                           |
| 162                            | Thomas Vanbesien (BEL)         | 74e                            |
| 163                            | Frederik Vandewiele (BEL)      | 38e                            |
| 164                            | Angelo Van Den Bossche (BEL)   | 81e                            |
| 165                            | Alfdan De Decker (BEL)         | 127e                           |
| 166                            | Tijs Delbaere (BEL)            | 72e                            |
| 167                            | Robby Cobbaert (BEL)           | 92e                            |

| Équipe nationale d'Australie espoirs AUS | Équipe nationale d'Australie espoirs AUS | Équipe nationale d'Australie espoirs AUS |
| ---------------------------------------- | ---------------------------------------- | ---------------------------------------- |
| Num                                      | Coureur                                  | Pos                                      |
| 171                                      | Daniel Fitter (AUS)                      | AB-4                                     |
| 172                                      | Lucas Hamilton (AUS)                     | 63e                                      |
| 173                                      | Jai Hindley (AUS)                        | 18e                                      |
| 174                                      | Alistair Donohoe (AUS)                   | AB-2                                     |
| 175                                      | Ben O'Connor (AUS)                       | 65e                                      |
| 176                                      | Michael Storer (AUS)*                    | 13e                                      |
| 177                                      | Rohan Wight (AUS)*                       | 118e                                     |

| BMC Development - | BMC Development -          | BMC Development - |
| ----------------- | -------------------------- | ----------------- |
| Num               | Coureur                    | Pos               |
| 181               | Mario Spengler (SUI)*      | 110e              |
| 182               | Fabian Lienhard (SUI)      | 30e               |
| 183               |                            |                   |
| 184               | Nathan Van Hooydonck (BEL) | 9e                |
| 185               | Bas Tietema (NED)          | 102e              |
| 186               | Bram Welten (NED)*         | 64e               |
| 187               | Pavel Sivakov (RUS)*       | 42e               |

| Équipe régionale de Wallonie - | Équipe régionale de Wallonie - | Équipe régionale de Wallonie - |
| ------------------------------ | ------------------------------ | ------------------------------ |
| Num                            | Coureur                        | Pos                            |
| 191                            | Pierre Goebeert (BEL)*         | 119e                           |
| 192                            | Anthony Debuy (BEL)            | 88e                            |
| 193                            | Antoine Leleu (BEL)            | 98e                            |
| 194                            | Julien Dechesne (BEL)          | 96e                            |
| 195                            | Dimitri Peyskens (BEL)         | 46e                            |
| 196                            | Julien Van Den Brande (BEL)    | 136e                           |
| 197                            | Niels De Rooze (BEL)           | 31e                            |

| 3M MMM | 3M MMM                   | 3M MMM |
| ------ | ------------------------ | ------ |
| Num    | Coureur                  | Pos    |
| 201    | Jaap de Man (NED)        | AB-1   |
| 202    | Piotr Havik (NED)        | 26e    |
| 203    | Jérôme Kerf (BEL)        | NP-2   |
| 204    | Bob Schoonbroodt (NED)   | 19e    |
| 205    | Christophe Sleurs (BEL)  | AB-1   |
| 206    | Michael Vingerling (NED) | 111e   |
| 207    | Emiel Vermeulen (BEL)    | 116e   |

| VL Technics-Experza-Abutriek - | VL Technics-Experza-Abutriek - | VL Technics-Experza-Abutriek - |
| ------------------------------ | ------------------------------ | ------------------------------ |
| Num                            | Coureur                        | Pos                            |
| 211                            | Brecht Ruyters (BEL)           | 45e                            |
| 212                            | Mathias De Witte (BEL)         | 57e                            |
| 213                            | Arjen Livyns (BEL)             | 24e                            |
| 214                            | Mathias Ballet (BEL)           | 71e                            |
| 215                            | Jan Logier (BEL)               | 21e                            |
| 216                            | Seppe Verschuere (BEL)         | 126e                           |
| 217                            | Jeroen Pattyn (BEL)            | 59e                            |

| Verandas Willems # VWT | Verandas Willems # VWT     | Verandas Willems # VWT |
| ---------------------- | -------------------------- | ---------------------- |
| Num                    | Coureur                    | Pos                    |
| 221                    | Elias Van Breussegem (BEL) | 7e                     |
| 222                    | Jan Ghyselinck (BEL)       | 89e                    |
| 223                    | Brecht Dhaene (BEL)        | 8e                     |
| 224                    | Tim De Troyer (BEL)        | 4e                     |
| 225                    | Jari Verstraeten (BEL)     | 23e                    |
| 226                    | Louis De Rycke (BEL)       | AB-1                   |
| 227                    | Dries De Bondt (BEL)       | 14e                    |